# Tisztviselőtelep (Kolozsvár)

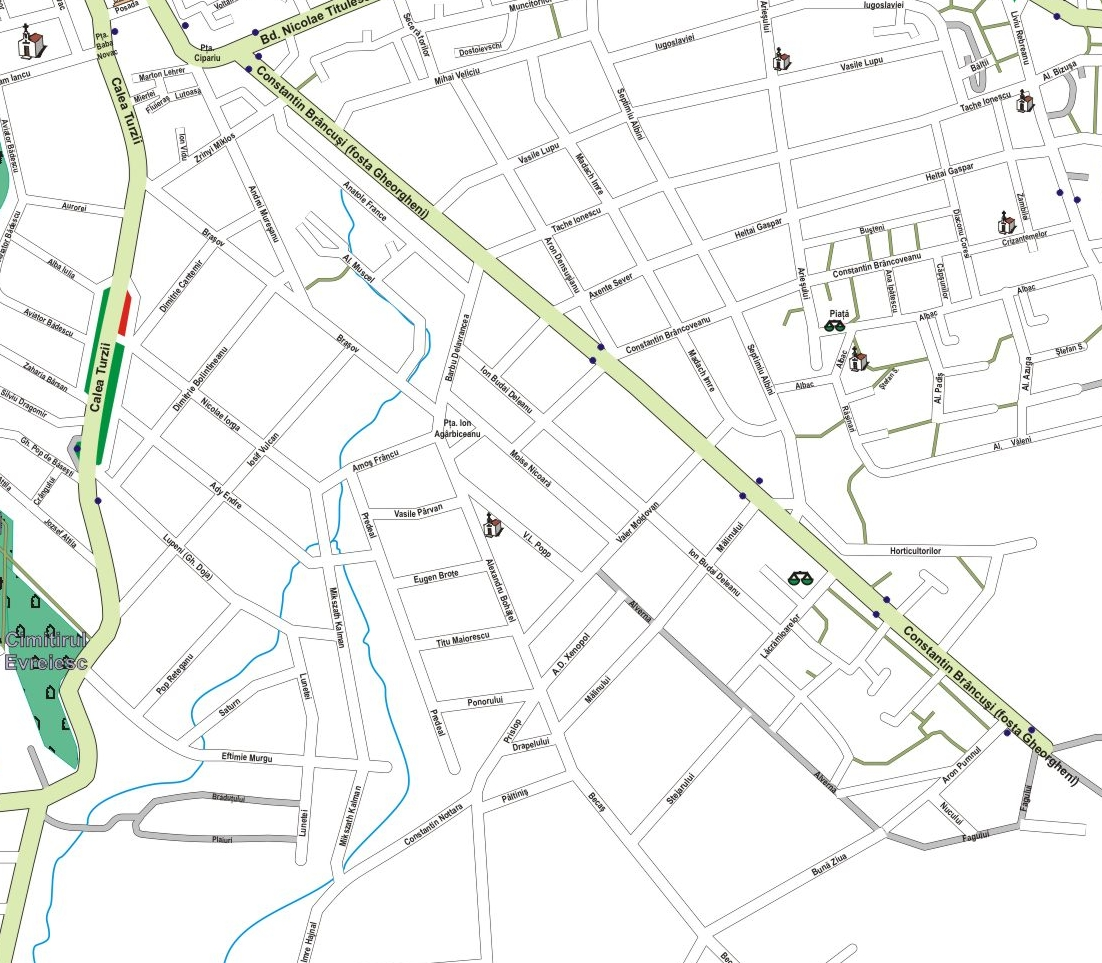
A Tisztviselőtelep térképe

A Tisztviselőtelep (románul Cartierul Andrei Mureșanu) Kolozsvár egyik városnegyede a város délkeleti részében. A drágább lakóövezetek egyike, 20. század eleji és két világháború közötti villákkal, valamint új épületekkel.

## Fekvése és utcái

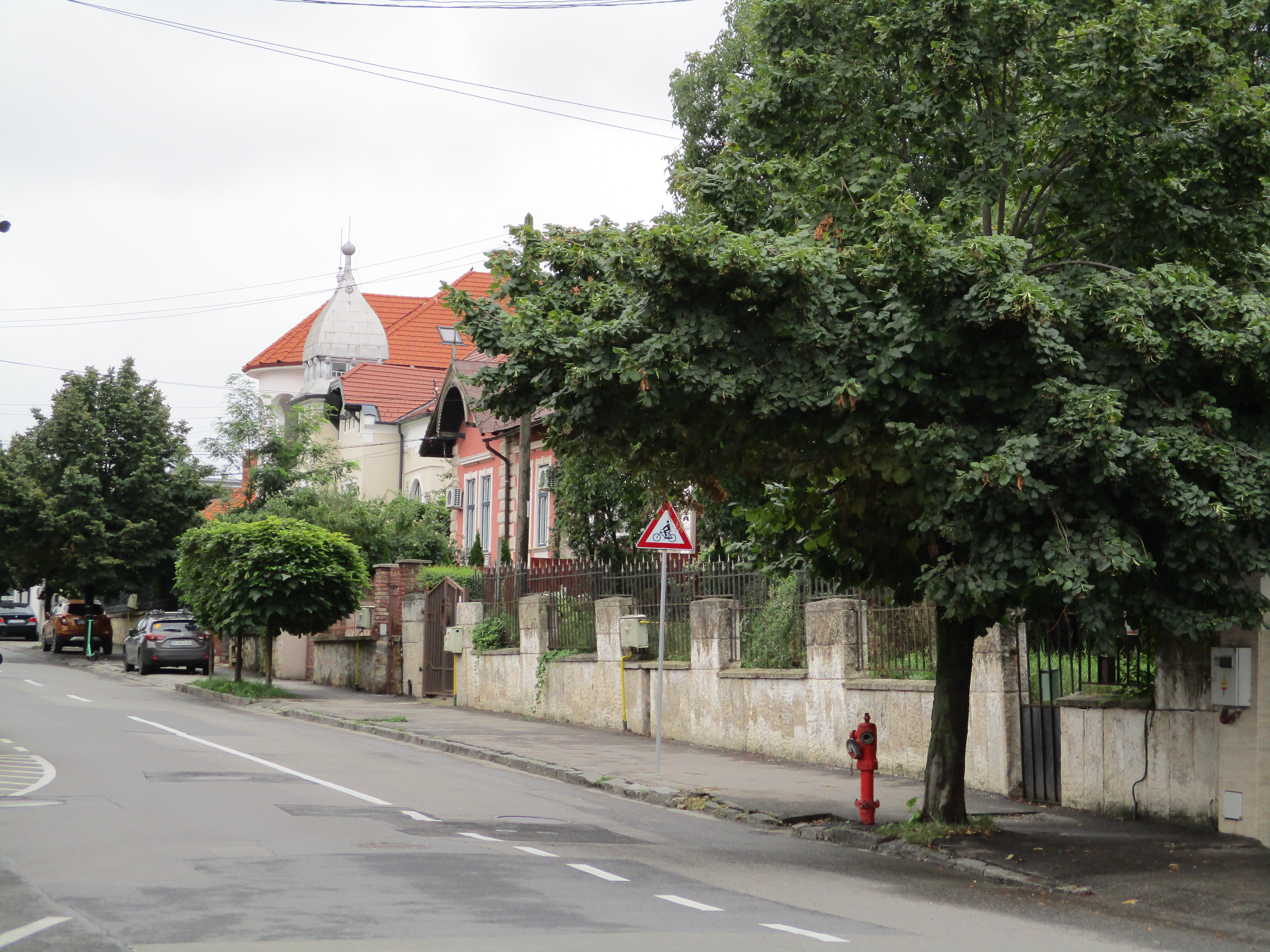
Vörösmarty (ma Brassó) utca

Északon a Petőfi utca (str. Avram Iancu), keleten a Györgyfalvi út (str. Constantin Brâncuși) és Alverna utca, délen a Bunezoá és a Békás negyedek, nyugaton a Görögtemplom utca (str. Bisericii Ortodoxe) határolják. Fő közlekedési útvonalai a Tordai út (Calea Turzii), Györgyfalvi út (str. Constantin Brâncuși) és a Békási út (str. Alexandru Bohățiel). A Hunyadi térről induló 20-as, a Széchenyi térről induló 21-es és 32-es, valamint a vasútállomásról induló 32B buszokkal közelíthető meg.

## Története
A városnegyed az 1900-as években alakult ki a város határában, ahol jobb módú polgárok kezdtek villákat, kertes házakat építeni. Először az Attila út (str. Andrei Mureșanu) és Vörösmarty utca (str. Brașov) alakult ki, utána a Katona József (Str. Gheorghe Doja) utca. Az első világháború idején a Vörösmarty utca végén fogolytábor állt. A negyednek az Attila út és Tordai út közti részének Brâncoveanu-stílusú villáiban a Regátból Kolozsvárra helyezett állami tisztviselők, adóbehajtók, végrehajtók laktak, ezért ezt a részt Rablósornak is nevezték. Az 1970-es években az Attila út, Vörösmarty utca és Szondy utca (str. Anatol France) közötti telkek kertjében kis lakótelep épült. A negyed legújabb utcája, a Hajnal Imre utca a 2000-es években jött létre.
Francisc Munteanu 1973-as sorozatának, A szeplősnek az egyik forgatási helyszíne a Tisztviselőtelep volt.
A Szent András ortodox templom építését 1994-ben kezdték el, és 2014-ben került sor a felszentelésére.

## Műemlékei
A városnegyedben a következő műemlékek találhatók:
| Cím                                           | Kép | Megnevezés                       | Építés dátuma | Műemlék kódja   |
| --------------------------------------------- | --- | -------------------------------- | ------------- | --------------- |
| Attila út (Str. Andrei Mureșanu) 15.          |     | Serbán-ház                       | 20. század    | CJ-II-m-B-07431 |
| Attila út 16.                                 |     | Erdélyi Gazdasági Egyesület háza | 1911          | CJ-II-m-B-07432 |
| Attila út 20.                                 |     | Somogyi-ház                      | 1906          | CJ-II-m-B-07433 |
| Zrínyi utca 7.                                |     | Kolumbán-ház                     | 20. század    | CJ-II-m-B-07507 |
| Kölcsey utca (str. Dimitrie Bolintineanu) 16. |     | Alexandru I. Lapedatu lakóháza   | 1925          | CJ-IV-m-B-07829 |
| Jósika utca (str. Nicolae Iorga) 6.           |     | A Bârsan-házaspár lakóháza       | 20. század    | CJ-IV-m-B-07840 |
| Martinuzzi utca (str. Măcinului) 20.          |     | Lucian Blaga lakóháza            | 1925          | CJ-IV-m-B-07847 |
| Attila út 31.                                 |     | Ion Agârbiceanu lakóháza         | 1915          | CJ-IV-m-B-07849 |

## Az irodalomban
A városnegyed hangulatát idézi meg Dsida Jenő A tisztviselőtelep című, 1925-ben írt verse.